# Firestarter 2: Rekindled (TV)
Ojos de fuego (Firestarter 2: Rekindled en inglés) es una película estrenada 10 de marzo de 2002, es la segunda película de Ojos de fuego. Estas películas están basadas en la novela de Stephen King "Firestarter". La película está dirigida por Robert Iscove y las estrellas son Marguerite Moreau, Malcolm McDowell, Dennis Hopper, Danny Nucci, Skye McCole Bartusiak, John Dennis Johnston, Darnell Williams, Ron Perkins, Deborah Van Valkenburgh, Dan Byrd y Travis Charitan.

## Sinopsis
Charlie McGee es una chica que, en contra de su voluntad, posee el don de la piroquinesis, un poder para provocar incendios muy difícil de controlar., Casi toda su vida, Charlie ha estado escondiéndose del equipo de alto secreto que lidera el maníaco John Rainbird. Éste ha formado un grupo de jóvenes con diferentes habilidades especiales con el propósito de conquistar el mundo, y quiere capturar a Charlie para usarla como el arma de guerra definitiva.
- Datos: Q2076014